# Kolonia Jadowniki
Kolonia Jadowniki – część wsi Jadowniki w Polsce, położona w województwie świętokrzyskim, w powiecie starachowickim, w gminie Pawłów.
W latach 1975–1998 Kolonia Jadowniki administracyjnie należała do województwa kieleckiego.